# کالاکس
کالاکس (فنلاندی: Kalalaksi) منطقه‌ای شهری است در شهرداری لولئو، شهرستان نوربوتن، سوئد که در سال ۲۰۱۰ دارای ۳۲۱ نفر سکنه بوده است. فرودگاه لولئو در نزدیکی کالاکس قرار دارد. 